# التويم (السعودية)

## الموقع
تقع مدينة التويم في وسط منطقة سدير في نجد على خط طول 85 إلى 45 شرقاً وعلى خط عرض 11 إلى 25 شمالاً، ويمر بها الطريق العام القديم الذي يربط الرياض- سدير- القصيم، على بعد 170 كم من الناحية الشمالية الغربية عن مدينة الرياض وكذلك يمر بالقرب منها وعلى مسافة 11 كم الطريق السريع الذي يربط أيضاً الرياض- سدير- القصيم ، كما ان بلده التويم كانت هي عاصمة سدير قبل المجمعة في سنة1862م 

## نشأتها
يعتبر بلد التويم في تأسيسه من أقدم بلدان منطقة نجد عامة وإقليم سدير خاصة ويمكن تقسيم مراحل إعادة إعماره إلى ثلاثة مراحل وهي: 
المرحلة الأولى: وهي قبل قيام الإسلام ومن الدلائل والشواهد التي تشير إلى ذلك المقبرة القديمة الواقعة داخل حوامي بلدة التويم من الجهة الجنوبية والمتجهة قبورها إلى (المسجد الأقصى) والذي تم تسويرها في وقتنا الحالي.
المرحلة الثانية: تم إعادة إعماره خلال القرون الأولى من الهجرة النبوية من قبل عشيرة بني عائذ بن سعيد ويقال عرينه ويقال من غيرهم كما ذكر المؤرخ حمد بن لعبون في مخطوطه، وقد رجح ما ذكره صاحب الناموس وذكره السيوطي عن الحمداني أنها منازل عائذ بن سعيد ولا نعلم من هم المقصودون ببني عايذ بن سعيد نسباً هل هم الذين يرجعون لبني حنيفة أم من قحطان ونرجح أنهم من بني حنيفة من بني وائل كما هو معروف ومدون في الكتب القديمة أن إقليم سدير( وادي الفقي) قبل الإسلام وصدره كانت منازل لبعض أفخاذ بني حنيفة وقبيلة بني تميم. 
المرحلة الثالثة: تم إعادة إعماره عام 700هـ تقريباً من قبل مدلج بن حسين الوائلي وبنيه وعشيرته وبقايا الوهبيين بعد رحيلهم من بلدة اوشيقر حسبما تشير المصادر التاريخية القديمة كتاريخ حمد بن لعبون وتاريخ الفاخري- وتاريخ ابن عيسى وغيرها، ونرجح أن المقصود ببقايا الوهبيين انهم من بني وهب من المنابة من بني وائل وليس الوهبة من بني تميم لأن جمع كلمة وهب في اللغة وهبيين.
والباقون حالياً من ذرية مؤسس بلدة التويم مدلج بن حسين من الحسنة من المنابهة من بني وهب من ضنا من مسلم من عنزه هم : أسرة المفيز وأسرة الحزيمي وأسرة الرخيص وفرع ذرية المؤرخ حمد بن حمد بن لعبون.
ومن بلدة التويم نزحت أسركثيرة قامت بتأسيس بلدان عديدة كما جاء في المخطوطات التاريخية القديمة كتاريخ حمد بن لعبون وتاريخ تحفة المشتاق لابن بسام وتاريخ ابن عيسى وغيرها: 
1- بلدة حرمة تأسست عام 770هـ على يد إبراهيم بن حسين بن مدلج بعد رحيله من بلدة التويم وله من الأبناء أربعة محمد وحمد وإسماعيل وعبدالله وقد تفرع من نسلهم عدة أُسر وهي: أسرة العميم واللعبون والماضي والمدلج والعون والعودة والمعيي والمانع والوائلي (وغيرها) وقد انقطعت بعض الأسر الأنفة ذكرها. 
2- بلدة المجمعة تأسست عام 820 هـ على يد عبد الله الشمري بعد رحيله من التويم ومن ذريته المتبقية حالياً عدة أُسر وهي المحرج والمجحد والمزيد والفايز والحميدي وغيرهم. 
3- بلدة الحريق تأسست عام 1040هـ على يد رشيد بن مسعود الهزاني الوائلي بعد رحيله من التويم وأغلب ذريته بقيت على هذا الاسم( الهزاني) ومنهم أسرة العقيل في روضة سدير وغيرهم. 
4- بلدة حريملاء تأسست عام 1045هـ علي بن سليمان آل حمد من آل بورباع بعد رحيلهم من التويم ومن ذريته عدة أُسر وهي المبارك والعثمان والشبيب والوايلي المبارك والعكاش والسعد والمقرن والربيعة والناصر والحرقان وغيرهم. 
ومن الأسر المشهورة التي انتقلت من التويم الى بلدة الشقه بالقصيم التواجر والسديس والشوهي والقصارى والغفيلى والعصيلي والسعوي والهويمل والحضيف والمحيميد والسحيمان البعيمي والخضيري الرعوجي والحواس والحمودي والجفير والجوعي والربعي وكذلك الحصيني وغيرها من الأسر التي لا يسع المقام لذكرها انتقلت من بلدة التويم إلى منطقة القصيم عامة ودولة الكويت وبلدة الزبير بالعراق وغيرها ونلاحظ مما سبق تأثر بلدة التويم بنزوح كثير من الأسر والانتقال منها ويعود ذلك بسبب سنوات القحط والمجاعة التي حلت بمنطقة سدير وخصوصاً خلال القرن الثاني والثالث عشر هجري كما هو مدون في كتب التاريخ النجدي.

## التويم والرحالة المستشرقون
سنورد لكم بعض ما ذكره الرحالة المستشرقون عند زيارتهم لبلدة التويم وهم: 
اولاً / ماكتبه (الرحاله وليام بالجريف) في كتابه (وسط الجزيرة العربية) عند زيارته لبلدة التويم في عام 1862م حيث امتاز الرحالة بلجريف بوصفه الدقيق للبلدة وميولهم السياسي ويمكن أن نوجزها في عدة نقاط: 
(1) التعداد السكاني لبلدة التويم) هي مدينة كبيرة تضم سكان ما بين 12 إلى 15 ألف ساكن طبقاً للتعداد المستخدم هنا والذي سوف أتبعه لعدم وجود ما هو أفضل (وهذا دليل على اتساع النطاق العمراني والكثافة السكانية لبلدة التويم في ذلك الوقت). 
(2) وأما وصفه لموقع بلدة التويم ) وهي تعتبر أقل تميزا من حيث الري من المجمعة، كما أنها أكثر برودة في طقسها رغم أنها تبعد عنها مسافة قليلة ولم يكن الحاكم الفعلي الذي قد نسيت اسمه (وأود أن أعقب على ما أورده الرحالة بالجرف «لم يكن الحاكم الفعلي الذي قد نسيت اسمه « أُنه هو الأمير عثمان بن محمد بن مفيز كما هو موثق بوثيقة بخط الشيخ زامل بن لعبون سنة 1278هـ). 
(ج) وصفه قوة تمسك أهالي بلدة التويم بالدين ولائهم للوطن) وحاولنا ما بوسعنا لنجرهم بالحديث ليكشفوا ما بداخلهم الواقع كانوا وهابيين حقيقيين وكانوا مخلصين للإمام فيصل بن تركي قلباً وقالباً. 
ثانياً/ ما كتبه الرحالة مانجان في كتابة (أسماء بلدان المشهورة) في الدولة السعودية الأولى ذكر من ضمنها (التويم). 
ثالثاً/ ما كتبه الرحالة لوريمر في كتابه (دليل الخليج) عن التويم (في سنة1862م كانت التويم وليست المجمعة هي مقر حاكم سدير الوهابي ويقصد بذلك أنها كانت عاصمة سدير). 
رابعاً/ ما كتبه الرحالة باركلى رونكير في كتابه (رحلة على ظهر الجمل) عن التويم ما نصه (في سنة 1912م كنا نمر طيلة هذا اليوم على واحات كانت الأولى التويم التي يبدو من آثارها أنها أهم مما هي عليه).

## بلده التويم ومؤرخو نجد
قيل عن بلدة التويم وأهاليها الكرام في تاريخ «مطالع السعود في تاريخ نجد وآل سعود» للمؤرخ مقبل الذكير المخطوط، ما نصه «شهرتها كبيرة عزيزة الجانب لا يرام حماها ولا ويضام جارها ولا يصطلي بنارها أهاليها ذو شجاعة وإقدام أقرب إلى التهور وأشدهم مراساً ولا ينامون على ضيم وهم كما قال فيهم الشاعر حميدان الشويعر: 
(التويم رأس الحية من وطاه ينقل خطره).
ورد ذكر بلده التويم في جميع التواريخ النجدية القديمة كتاريخ احمد المنقور وتاريخ ابن عباد وتاريخ ابن غنام وتاريخ حمد بن لعبون وتاريخ الفاخري وتاريخ ابن بشر وتاريخ ابن عيسى وتاريخ تحفة المشتاق وغيرها. 
وتعد بلده التويم من اكثر بلدان نجد ذكراً في التواريخ النجديه
كما لم يرد نص تاريخي في جميع التواريخ النجدية يذكر معارضة بلدة التويم مقارنة ببعض من بلدان نجد الأخرى لقيام الدولة (السعودية الأولى والثانية والثالثة) وهي ما كانت عليه من قوة ومكانة في ذلك الوقت ومن الشواهد التاريخية التي تؤكد صحة ذلك ما ورد في أحداث سنة 1111هـ : قيام أمير بلدة التويم فوزان بن مفيز بن محمد بن زامل المدلجي الوائلي بإرجاع أمير بلدة الحصون بسدير عثمان بن نحيط لإمارته بعد أن اُبعد عنها من قبل آل تميم وكذلك ما ورد في أحداث هذه السنة قيام أمير بلدة التويم فوزان بن مفيز بن محمد بن زامل المدلجي الوائلي بإرجاع ماضي بن جاسر لإمارته ببلدة روضة سدير بعدما استفزع به ماضي بن جاسر وذلك بعد أن آل أبي هلال اخذوا منه الإمارة ، وغيرها مما ذكر في التواريخ النجدية.
وآخر ما تم تدوينه عن احداث بلده التويم كان من قبل المؤرخ ابن عيسى في تاريخه حادثتين ،وهي وفاة أمير التويم عبدالعزيز بن محمد بن ملحم بن مفيز المدلجي الوائلي في يوم 20 من شعبان 1320هـ ومن المتعارف عليه لدي المؤرخين النجديين لا يُذكر في الأحداث التاريخية إلا وفيات الأعيان من البلدان المشهورة من أمراء أو علماء شرعيين، أما الحادثة الثانية سنة 1321هـ حصار ابن رشيد لبلدة التويم ولم يتمكن منها وهذا يدل على لطف الله بها وثم قوة بلدة التويم.